# Rush Hour (film)
Pour les articles homonymes, voir Rush hour.
Série Rush Hour
Rush Hour 2
(2001)
Pour plus de détails, voir Fiche technique et Distribution.
Rush Hour, ou Heure limite au Québec, est un film américain réalisé par Brett Ratner et sorti en 1998. Cette comédie policière est le premier des trois films de la saga Rush Hour mettant en scène Jackie Chan et Chris Tucker.

## Synopsis
L'inspecteur en chef Lee est un membre irréprochable de la Hong Kong Police Force. Il est par ailleurs un expert en arts martiaux. Intime du consul chinois Han, il est également le garde du corps de sa fille, Soo Yung, âgée de seulement 11 ans. Mais alors que Han prend de nouvelles fonctions aux États-Unis, à Los Angeles, sa fille est kidnappée par le plus dangereux criminel opérant en Asie du sud-est, Juntao. Han contacte alors Lee et lui demande de le rejoindre. Sur place, le FBI, qui est chargé de retrouver la fillette, s'oppose à la présence du policier hongkongais.
Pour éviter que l'inspecteur Lee interfère dans l'enquête, le FBI fait appel à James Carter, un simple inspecteur de police un peu trop exubérant, et lui confie la mission d'occuper Lee comme il le peut jusqu'à ce que Soo Yung soit sauvée. Mais Lee réussit à échapper à son collègue et parvient à rencontrer son vieil ami le consul. Lee et Carter n'ont pas d'autre choix que de faire équipe pour le bon déroulement de la mission. Pour rendre sa fille saine et sauve au consul, Juntao, par l'intermédiaire de son principal homme de main Sang, a exigé une rançon de 50 millions de dollars. Alors que le FBI s'apprête à effectuer la livraison demandée, Lee et Carter retrouvent Sang dans un restaurant à ChinaTown où Soo Yung est retenue prisonnière. La tentative de sauvetage des deux inspecteurs se solde par un échec ; Lee est renvoyé à Hong-Kong et Carter retourne au commissariat de Los Angeles.
Se sentant coupable de cet échec, Carter demande l'aide de sa coéquipière Johnson pour sauver la jeune fille et cette dernière accepte. Il retrouve également Lee pour le convaincre de reprendre la mission avant que son avion ne s'envole pour Hong-Kong. Carter, Lee et Johnson se rendent donc au musée d'expositions chinois, où le consul Han doit prononcer un discours. L'inspecteur américain fait d'abord croire à une alerte à la bombe afin d'évacuer les visiteurs. Lee, de son côté, parvient à identifier Juntao en la personne du commandant Thomas Griffin, le responsable de la police royale britannique à Hong-Kong et ancien collègue du consul. Carter retrouve ensuite Soo-Yung, affublée d'une veste explosive que Johnson réussit à désamorcer. Pendant ce temps, Lee tente de rattraper Juntao, qui prend la fuite avec la rançon. Arrivé tout en haut du bâtiment, Juntao essaye de neutraliser l'inspecteur hongkongais. Suspendus au dessus du vide, le criminel fait une chute mortelle tandis que Lee est sauvé in extremis par Carter, qui venait de neutraliser Sang.
Après cette mission, Lee et Carter s'octroient quelques jours de vacances à Hong-Kong.

## Fiche technique
Sauf indication contraire, les informations mentionnées dans cette section peuvent être confirmées par la base de données cinématographiques IMDb,  présente dans la section « Liens externes ».
- Titre original et français : Rush Hour
- Titre québécois : Heure limite[1]
- Réalisation : Brett Ratner
- Scénario : Jim Kouf et Ross LaManna, d'après une histoire de Ross LaManna
- Musique : Lalo Schifrin
- Supervision de la musique : Gary Jones
- Photographie : Adam Greenberg
- Montage : Mark Helfrich
- Costumes : Sharen Davis
- Production : Roger Birnbaum, Arthur Sarkissian et Jonathan Glickman
  - Production déléguée : Jay Stern
- Sociétés de production : New Line Cinema et Roger Birnbaum Productions
- Distribution : New Line Distribution, Warner Home Video (États-Unis), Alliance Vivafilm, Universal Studios Home Video Canada (Canada)
- Pays de production :  États-Unis
- Langues originales : anglais, chinois
- Genre : comédie policière et action
- Durée : 98 minutes
- Budget : 33 millions de dollars
- Dates de sortie[2] : 
  - États-Unis, Canada : 18 septembre 1998
  - Belgique : 27 janvier 1999
  - France : 27 janvier 1999
- Classification : 
  - États-Unis : PG-13 « Rated PG-13 for sequences of action/violence and shootings, and for language »
  - France : tous publics
  - Canada : 13+

## Distribution
Légende : Version Française = VF et Version Québécoise = VQ
- Jackie Chan (VF : William Coryn ; VQ : François L'Écuyer) : l'inspecteur en chef Yan Naing Lee, police de Hong Kong
- Chris Tucker (VF : Serge Faliu ; VQ : Gilbert Lachance) : l'inspecteur James Carter, police de Los Angeles
- Tom Wilkinson (VF : Bernard Woringer ; VQ : Claude Préfontaine) : Thomas Griffin/Juntao
- Philip Baker Hall (VF : Marc Cassot ; VQ : Hubert Gagnon) : le capitaine William Diel
- Mark Rolston (VF : Yves Beneyton ; VQ : Jean-Marie Moncelet) : l'agent en chef Warren Russ, FBI
- Tzi Ma (VF : Michel Tureau ; VQ : Luis de Cespedes) : le consul Solon Han
- Rex Linn (VF : Patrick Messe ; VQ : Alain Gélinas) : l'agent Daniel « Dan » Whitney, FBI
- Ken Leung (VF : Lionel Henry ; VQ : Jacques Lavallée) : Sang
- Chris Penn (VF : José Luccioni ; VQ : Pierre Auger) : Clive Cobb
- Elizabeth Peña (VF : Laure Sabardin ; VQ : Linda Roy) : l'agente Tania Johnson, experte en explosifs
- Julia Hsu : Soo-Yung Han
- George Cheung : le chauffeur de Soo-Yung
- John Hawkes : Stucky
- Clifton Powell (VF : Jean-Paul Pitolin ; VQ : Yves Corbeil) : Luke
- Kevin Lowe : un agent du FBI
- Billy Devlin : un agent du FBI dans le building
- Barry Shabaka Henley (VF : Bruno Dubernat ; VQ : Victor Désy) : Bobby

## Commentaires
- Eddie Murphy a récemment déclaré qu'il avait decliné Rush Hour pour le film Mister G. Il explique qu'on lui a proposé 2 scenarios, un film comédie-action avec Jackie Chan, et un film où il devait porter une robe à Miami. Ce dernier était le plus facile à accepter pour lui (il n'était pas trop tenté par l'action de Rush Hour). Il déclare aussi que Mister G. était un des pires films dans lequel il avait joué.[1] [archive]

## Bande originale

### Original Film score
Bandes originales de Rush Hour
Rush Hour 2
(2001)
La musique du film est composée par l'Argentin Lalo Schifrin.
Liste des titres
1. Rush Hour (Main Title) – 2:02
2. Fight at the Harbor – 1:20
3. Soo Yung's Theme – 3:17
4. Soo Yung's Abduction – 0:55
5. Lee Arrives in L.A. – 1:29
6. Jumping the Bus – 2:07
7. Won Ton for Two – 1:50
8. Explosive Situation – 1:19
9. Lee at the Mansion – 2:18
10. Restaurant Poison – 2:15
11. Battle at Juntao's – 2:20
12. Greasy Egg Rolls – 0:56
13. Chasing Sang – 2:36
14. $50 Million Ransom – 1:51
15. On Juntao's Heels – 4:09
16. Asian Art Convention – 1:48
17. Lee's Sadness – 1:47
18. High Tension – 2:29
19. Sweet and Sour – 2:09
20. Chinese Street Music – 2:03
21. Carter Chases Clive – 1:32
22. The British Menace – 1:26
23. Rush Hour (End Titles) – 3:24

### Def Jam's Rush Hour Soundtrack
Def Jam's Rush Hour Soundtrack est un album, commercialisé par le label Def Jam, contenant des chansons de rap et R'n'B d'artistes comme Jay-Z, Ja Rule, le Wu-Tang Clan ainsi que des dialogues extraits du film.
L'album est un immense succès aux États-Unis où il atteint notamment la 5e place du Billboard 200 et la 2e du Top R&B/Hip-Hop Albums. Il est certifié disque d'or le 15 octobre 1998, puis disque de platine le 21 janvier 1999.
Dans le film, on peut entendre deux chansons qui ne sont pas présentes sur cet album : Fantasy de Mariah Carey et Another Part of Me de Michael Jackson.
Liste des titres
1. Never Touch a Black Man's Radio – 0:16 (Chris Tucker)
2. How Deep Is Your Love – 4:10 (Dru Hill featuring Redman)
3. Faded Pictures - Case featuring Joe 3:52
4. Can I Get A... – 5:11 (Jay-Z, Amil & Ja Rule)
5. Jackie Chan Kicks Ass – 0:09 (Jackie Chan)
6. And You Don't Stop – 3:41 (Wu-Tang Clan)
7. Bitch Betta Have My Money – 3:28 (Ja Rule)
8. Is This Weed...Cigaweed – 0:25 (Chris Tucker)
9. Disco – 4:35 (Grenique)
10. Blow Shit up...FBI Wants You – 0:32 (Chris Tucker & Philip Baker Hall)
11. Impress the Kid – 4:11 (Slick Rick)
12. If I Die Tonight – 4:51 (Montell Jordan, Monifah & Flesh-n-Bone)
13. Glad That We Loved – 4:44 (Jon B.)
14. I'll Be on a Big FBI Case – 0:06 (Chris Tucker)
15. Terror Squadians – 5:03 (Terror Squad)
16. Please Tell Me You Speak English... – 0:12 (Chris Tucker)
17. Way Too Crazy – 4:25 (Tray Deee, Jayo Felony & Daz Dillinger)
18. N.B.C. – 4:02 (Charli Baltimore, Cam'ron & Noreaga)
19. You'll Never Miss Me ('Til I'm Gone) – 4:32 (Terry Dexter)
20. Nasty Girl – 3:44 (Kasino & Nite & Day)
21. No Love – 4:12 (Imajin)
22. I'm Michael Jackson, You're Tito – 0:17 (Chris Tucker & Jackie Chan)
23. Tell the Feds – 5:19 (Too $hort)
24. Rush Hour – 1:17 (Lalo Schifrin)
25. Take This Badge and Shove It – 0:33 (Chris Tucker)

## Sortie et accueil

### Accueil critique
Sur Rotten Tomatoes, le film a un score de 60 % basé sur 73 commentaires et une note moyenne de 6⁄10. Le site Critics Consensus décrit le film comme "Un complément au genre de film de cop-copains." Sur Metacritic, le film a une moyenne pondérée de 60 sur 100 selon 23 critiques. Les spectateurs interrogés par CinemaScore ont attribué au film une note moyenne de "A" sur une échelle de A + à F.
Roger Ebert a félicité Jackie Chan, pour ses séquences d'action divertissantes sans l'utilisation de doublures de cascade et Chris Tucker, pour ses numéros comiques dans le film et pour la manière dont ils ont formé un duo de comédiens efficace. Joe Leydon de Variety l'a qualifié de "comédie d'action franchement formique mais très divertissante".
Chan a exprimé son mécontentement à l’égard du film : « Je n’ai pas aimé le film. Je n’aime toujours pas le film ». Chan a ajouté : « Je n’aime pas la façon dont je parle anglais et je ne sais pas ce que dit Chris Tucker ». Bien qu'il respecte le succès au box-office de Rush Hour, Chan a déclaré préférer les films qu'il avait réalisés à Hong Kong, sa ville natale, car ils offraient davantage de scènes de combat : « Si vous voyez mes films hongkongais, vous savez ce qui se passe: Bam bam bam, toujours à la Jackie Chan, moi 10 minutes de combat »[réf. nécessaire].

### Box-office
| Pays ou région | Box-office    | Date d'arrêt du box-office | Nombre de semaines |
| -------------- | ------------- | -------------------------- | ------------------ |
| États-Unis     | 141 186 864 $ | 21 février 1999            | 17                 |
| Total mondial  | 244 386 864 $ | -                          | -                  |

## Distinctions
Source : Internet Movie Database

### Récompenses
- 1999 : ALMA Awards de la meilleure actrice pour Elizabeth Peña.
- 1999 : Blockbuster Entertainment Awards du duo préféré pour Chris Tucker et Jackie Chan.
- 1999 : BMI Film & TV Awards de la meilleure musique pour Lalo Schifrin.
- Bogey Awards 1999 : Lauréat du Prix Bogey Award in Silver.
- Golden Screen 1999 : Lauréat du Prix Goldene Leinwand.
- 1999 : MTV Movie Awards du meilleur duo pour Chris Tucker et Jackie Chan.

### Nominations
- 1999 : Blockbuster Entertainment Awards de la meilleure actrice dans un second rôle pour Elizabeth Peña.
- 1999 : Grammy Awards de la meilleure composition instrumentale pour le cinéma ou la télévision pour Lalo Schifrin.
- 1999 : NAACP Image Awards du meilleur acteur pour Chris Tucker.
- 1999 : International Film Music Critics Award de la meilleure musique de film dans un film d'action pour Lalo Schifrin.
- 1999 : Kids' Choice Awards du meilleur acteur pour Chris Tucker.
- 1999 : MTV Movie Awards de la meilleure chanson pour Can I Get A... de Jay-Z.
- 1999 : MTV Movie Awards de la meilleure performance comique pour Chris Tucker.
- 1999 : MTV Movie Awards du meilleur combat pour Jackie Chan et Chris Tucker pour l’affrontement avec le gang chinois.

## SagaRush Hour
- 1998 : Rush Hour de Brett Ratner
- 2001 : Rush Hour 2 de Brett Ratner
- 2007 : Rush Hour 3 de Brett Ratner